# Servicio de Inteligencia de Georgia
El Servicio de Inteligencia de Georgia (en georgiano: საქართველოს დაზვერვის სამსახური, sakartvelos dazvervis samsakhuri), abreviado SIG, es la principal agencia de inteligencia nacional de Georgia, con sede en Tiflis.
El SIG responde directamente al Primer Ministro. Es responsable de evaluar y proporcionar información de inteligencia sobre seguridad nacional y llevar a cabo tareas de contrainteligencia en el extranjero. El actual jefe del servicio es Irakli Beraia, nombrado en 2024. 

## Historia
Luego de la independencia de la Unión Soviética en 1991, el nuevo gobierno de Georgia estableció su propia agencia de inteligencia, el Servicio de Información e Inteligencia (en georgiano: სადაზვერვო-სამსახური), que absorbió a la KGB georgiana de la era soviética. La KGB georgiana se destacó por ser considerada una de las ramas soviéticas regionales más eficaces de la KGB, bajo el mando de Aleksi Inauri y Givi Gumbaridze durante la mayor parte de su existencia.
De 1993 a 1997, el SII funcionó como Dirección Principal de Inteligencia Exterior (საგარეო დაზვერვის მთავარი სამმართველო) dependiente del Ministerio de Seguridad del Estado. El 19 de septiembre de 1997, la agencia se transformó en un Departamento de Inteligencia del Estado independiente (დაზვერვის სახელმწიფო დეპარტამენტი), con dos divisiones regionales para Adjara y Abjasia. Al estar brevemente bajo el Ministerio de Seguridad del Estado de 2004 a 2005, la agencia volvió a ser independiente como Servicio Especial de Inteligencia Exterior (საგარეო დაზვერვის სპეციალური სამსახური) el 24 de enero de 2005.
El nombre actual fue adoptado en cumplimiento con la nueva legislación de inteligencia aprobada por el Parlamento de Georgia el 27 de abril de 2010. 

## Estructura
El SIG consta de cinco subdivisiones principales. Estos son:
- Dirección Analítica
- Dirección de Información
- Dirección de Seguridad
- Dirección Administrativa
- Centro de Formación

## Jefes de la agencia de inteligencia georgiana (1997-presente)
- Avtandil Ioseliani (septiembre de 1997 - febrero de 2004)
- Valeri Chkheidze (febrero de 2004 -junio de 2004)
- Batu Kutelia (junio de 2004 -octubre de 2004)
- Anna Zhvania (octubre de 2004 – febrero de 2008)
- Gela Bezhuashvili (febrero de 2008 – diciembre de 2013)
- Pescante Sujashvili (diciembre de 2013 - septiembre de 2019)
- Levan Izoria (septiembre de 2019 – 2020)
- Shalva Lomidze (febrero de 2020-3 de abril de 2024)
- Irakli Beraia (5 de abril de 2024-actualidad)